# 莱顿布料厅市立博物馆

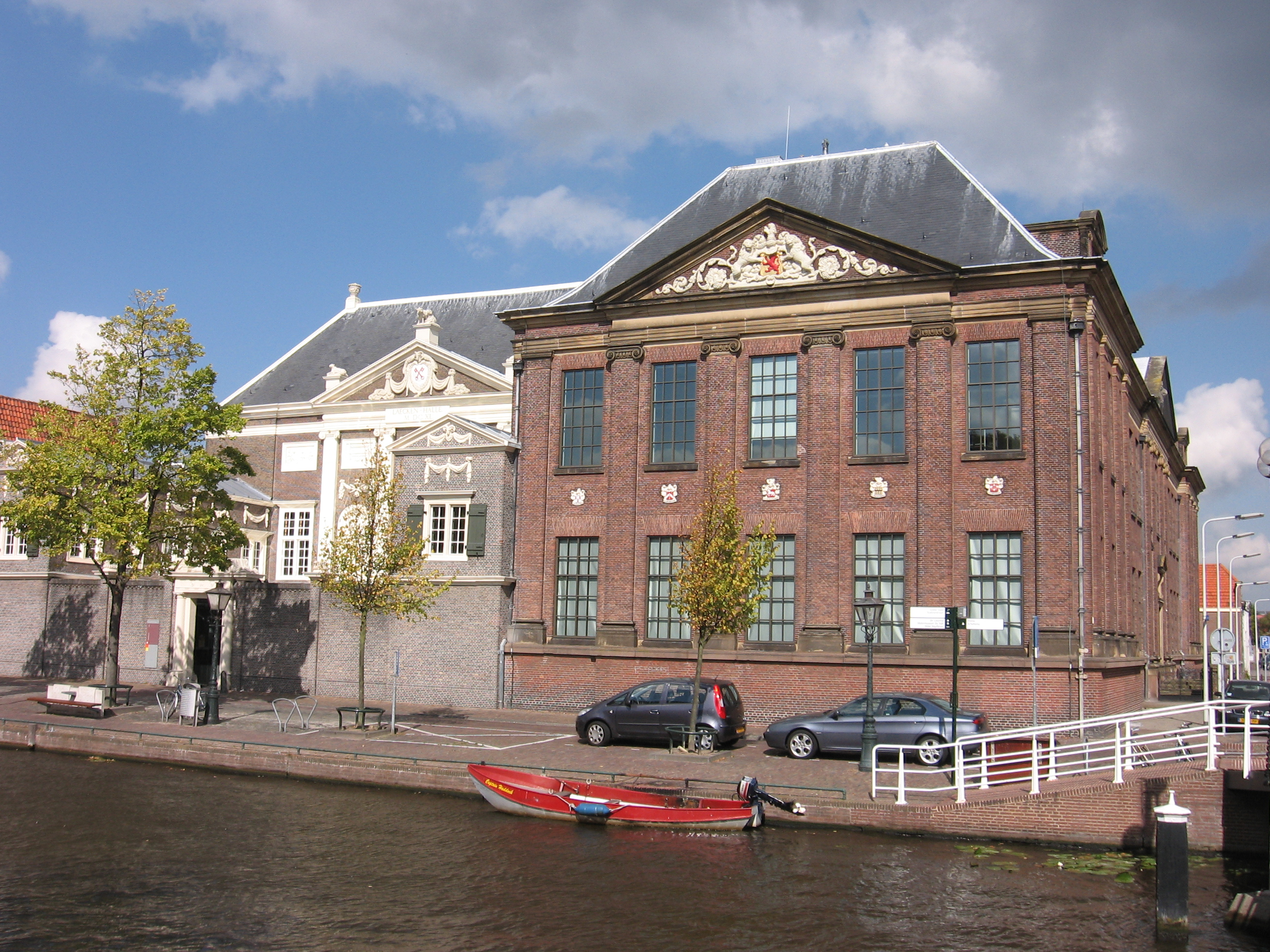
De Lakenhal

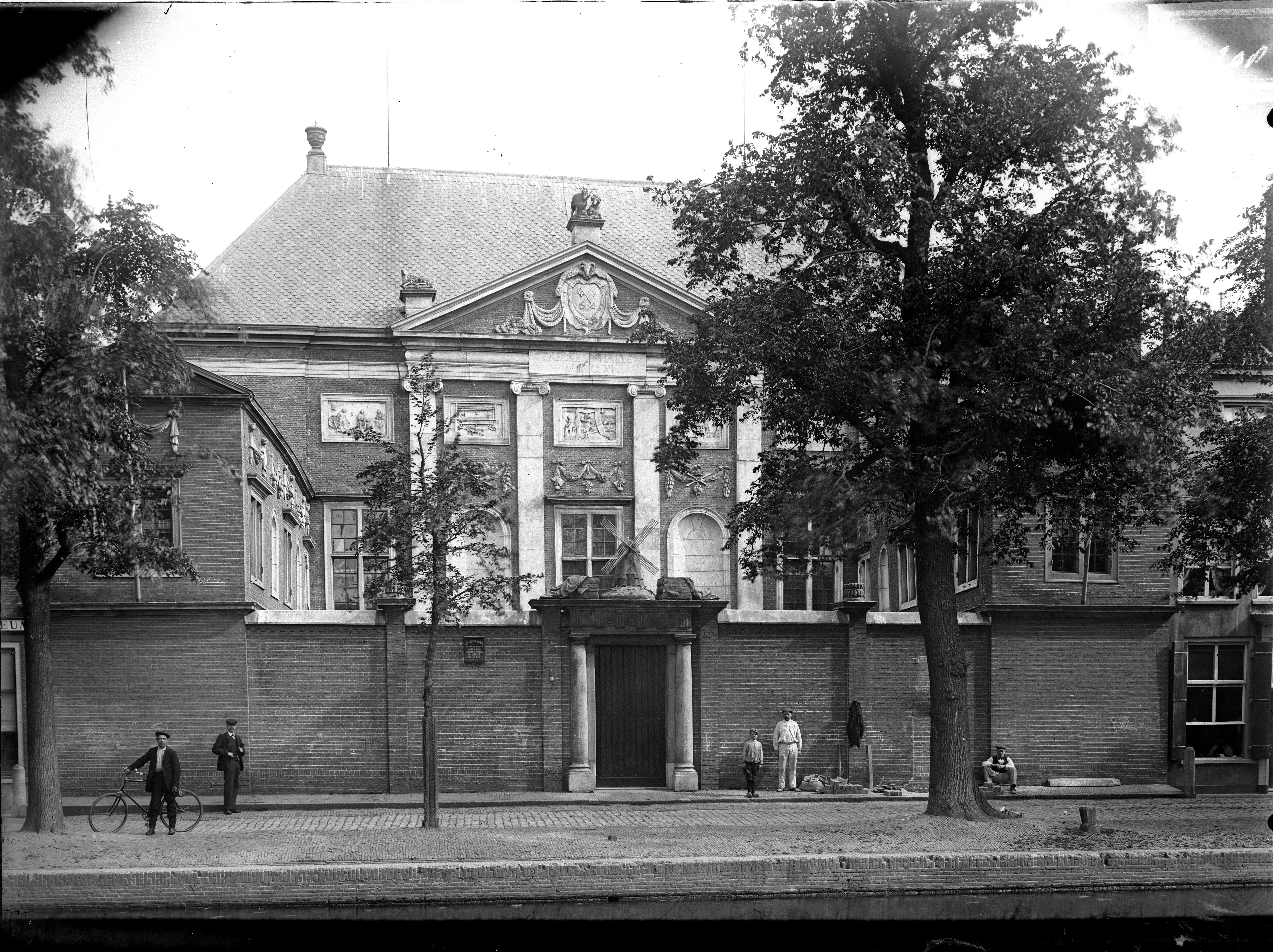

52°9′47″N 4°29′15″E / 52.16306°N 4.48750°E
莱顿布料厅市立博物馆（荷蘭語：Stedelijk Museum De Lakenhal）位于荷兰南荷兰省莱顿，自1874年以来一直为莱顿市立的艺术博物馆。该馆坐落于建于1640年的莱顿布料厅内，后者由Arent van 's-Gravesande设计。